# 1,4-diazepina
L'1,4-diazepina è un composto eterociclico a sette termini, con i carboni in posizione 1 e 4 sostituiti da due atomi di azoto. È una parte dello scaffold delle 1,4-benzodiazepine.